# Liste der Stolpersteine in Rutesheim
In der Liste der Stolpersteine in Rutesheim werden die vorhandenen Gedenksteine aufgeführt, die im Rahmen des Projektes Stolpersteine des Künstlers Gunter Demnig bisher in Rutesheim verlegt worden sind.

## Verlegte Stolpersteine
In Rutesheim wurden zwei Stolpersteine an einem Standort verlegt. Sie sind den einzigen Juden gewidmet, die in den 1930er Jahren in der Stadt lebten.
| Stolperstein | Inschrift | Standort                         | Name, Leben |
| ------------ | --- | -------------------------------- | --- |
|              | HIER WOHNTE CHARLOTTE SCHULHEIMER GEB. ROTHSCHILD JG. 1887 DEPORTIERT 1942 ERMORDET IN AUSCHWITZ                         | Pforzheimer Straße 31 (Standort) | Charlotte Schulheimer geb. Rothschild wurde am 4. Januar 1887 in Dörzbach geboren. Sie heiratete den Kaufmann Sigmund Schulheime. Das Ehepaar wohnte in Rutesheim. Sie wurde Ende 1936 wegen einer psychischen Erkrankung in das Stuttgarter Bürgerhospital aufgenommen. In der Folge wurde sie nach Göppingen, in die Heilanstalt Christophsbad, transferiert, wo sie fast dreieinhalb Jahre in stationärer Behandlung verbrachte. Ihr Ehemann wurde 1938 verhaftet und zwar mit der Begründung, er habe gegen das sogenannte Heimtückegesetz verstoßen. Er wurde 1939 in das KZ Sachsenhausen verschleppt. Charlotte Schulheimer wurde am 17. April 1940 in die Heilanstalt Weinsberg überstellt. Am 9. August 1940 kam ihr Ehemann in Sachsenhausen ums Leben. Am 28. August 1940 konnten ihre Schwestern eine „Beurlaubung“ erwirken, denn es drohte die Überstellung in die Tötungsanstalt Grafeneck. Die Witwe lebte danach in Stuttgart. Am 13. Juli 1942 wurde sie von dort in das Konzentrations- und Vernichtungslager Auschwitz verschleppt. Auch sie wurde vom NS-Regime ermordet. |
|              | HIER WOHNTE SIGMUND SCHULHEIMER JG. 1882 VERHAFTET 1938 VERGEHEN GEGEN 'HEIMTÜCKEGESETZ' 1939 SACHSENHAUSEN TOT 9.8.1940 | Pforzheimer Straße 31 (Standort) | Sigmund Schulheimer wurde am 2. August 1882 in Oetting geboren. Er betrieb einen Handel mit Seife, Fett und Ölen in Rutesheim. Er heiratete Charlotte geb. Rothschild. Ende 1936 wurde seine Frau wegen einer psychischen Erkrankung in das Stuttgarter Bürgerhospital aufgenommen und in der Folge in die Heilanstalt Christophsbad in Göppingen transferiert. Dort verbrachte sie fast dreieinhalb Jahre. Im Herbst 1938 soll sich Sigmund Schulheimer in der Öffentlichkeit kritisch über den Nationalsozialismus geäußert haben. Er wurde deshalb angezeigt, vor Gericht gestellt und am 29. November 1938 zu einer Haftstrafe von einem Jahr verurteilt. Grundlage des Urteils war das sogenannte „Heimtückegesetz“. Unmittelbar nach Verbüßung der regulären Haftstrafe wurde er als politischer Gefangener in das KZ Sachsenhausen verschleppt. Dort kam er am 9. August 1940 ums Leben. Seine Frau wurde 1942 nach Auschwitz deportiert und dort ermordet. |

## Verlegedatum
- 15. November 2012